# Dendroma erythroptera
El ticotico alicastaño (en Venezuela) (Dendroma erythroptera), también denominado hojarasquero alirrojo (en Colombia), limpiafronda alicastaña (en Ecuador), limpia-follaje de ala castaña (en Perú) o ticotico de alas castañas, es una especie de ave paseriforme de la familia Furnariidae, una de las dos pertenecientes al género Dendroma, anteriormente colocada en Philydor. Es nativo de la cuenca del Amazonas en América del Sur.

## Distribución y hábitat
Se distribuye en el sureste de Venezuela, y desde el sureste de Colombia hacia el sur por el este de Ecuador, este de Perú, oeste de Brasil, hasta el noreste de Bolivia, y hacia el este, por la Amazonia brasileña, al sur del río Amazonas.
Esta especie es considerada poco común en su hábitat natural, el estrato medio y el sub-dosel de selvas húmedas, principalmente de terra firme, por debajo de los 900 m de altitud.

## Sistemática

### Descripción original
La especie D. erythroptera fue descrita por primera vez por el zoólogo británico Philip Lutley Sclater en 1859 bajo el nombre científico Anabates erythropterus; su localidad tipo es: «Bogotá, Colombia».

### Etimología
El nombre genérico femenino «Dendroma» se compone de las palabras del griego «dendros» que significa ‘árbol’, y «dromos» que significa ‘corredor’; y el nombre de la especie «erythroptera», se compone de las palabras del griego «ερυθρος eruthros» que significa ‘rojo’  y «πτερος pteros» que significa ‘de alas’.

### Taxonomía
Anteriormente colocada en el género Philydor, esta especie es hermana de Dendroma rufa; estudios genéticos recientes sugirieron que el par formado por ambas es hermano del género Ancistrops y que juntas no están ni cercanamente emparentadas con Philydor pero cercanas al clado formado por Clibanornis y Automolus. La solución encontrada fue separar estas dos especies en un género resucitado Dendroma bajo los nombres de Dendroma rufa y Dendroma erythroptera, ya que el género es femenino. El Comité de Clasificación de Sudamérica (SACC) aprobó esta separación en la Propuesta N° 819.
La subespecie diluviale puede representar apenas el extremo oriental de una variación clinal de la nominal, son necesarios análisis más amplios.

### Subespecies
Según las clasificaciones del Congreso Ornitológico Internacional (IOC) y Clements Checklist/eBird, se reconocen dos subespecies, con su correspondiente distribución geográfica:
- Dendroma erythroptera erythroptera (P.L. Sclater, 1856) – sur de Venezuela (el este de Amazonas, y el sur de Bolívar), en el sudeste de Colombia (en la región sur, desde el oeste de Meta), el este de Ecuador y de Perú, el oeste de Brasil al sur del río Amazonas (oeste de Amazonas, hacia el este hasta el río Madeira), y en el noreste de Bolivia (hacia el sur hasta La Paz y el norte de Beni).
- Dendroma erythroptera diluviale Griscom & Greenway, 1937 – Brasil oriental, en el centro de Pará, y el oeste de Maranhão.